# 앨런 무어
앨런 무어(영어: Alan Moore, 1953년 11월 18일 ~ )는 《왓치맨》, 《브이 포 벤데타》, 《프롬 헬》 등의 만화 부문에서의 영향력 있는 작업 활동으로 매우 유명한 영국의 작가이다. 1980년대 이후 그래픽노블 분야에서 후대 작가들에게 큰 영향을 끼쳤다. 출판사 아메리카스 베스트 코믹스의 기획자로 이곳을 통해 《젠틀맨 리그》, 《탑 텐》, 《프로미시아》, 《톰 스트롱》 등의 합작품을 발표했다. 《불의 목소리》(Voice of the Fire)같은 소설도 썼다.